# Bulbophyllum namoronae
Bulbophyllum namoronae é uma espécie de orquídea (família Orchidaceae) pertencente ao gênero Bulbophyllum, encontrada em Madagascar. Foi descrita por Jean Marie Bosser em 1971.